# Richardis van Zwaben
Richardis van Zwaben, ook bekend als de heilige Richardis, (ca. 840 - Andlau, 18 september 896) was door haar huwelijk met Karel de Dikke keizerin-gemalin van het Heilige Roomse Rijk. Ze wordt als heilige vereerd in de Rooms-Katholieke Kerk.

## Biografie
Richardis van Zwaben werd in de Elzas geboren als een dochter van Erchanger, paltsgraaf van Noordgau, en was afkomstig uit de familie van de Ahalolfingen. In 862 huwde ze met Karel de Dikke en 881 werden zij in Rome gekroond door paus Johannes VIII. Zes jaar later had Karel de Dikke te kampen met krankzinnigheid en Richardis trachtte in zijn plaats te regeren maar slaagde daar niet in.
Ze probeerde samen met haar echtgenoot de machtige en gehate bisschop Liutward van Vercelli, Karels aartskanselier, ten val te brengen. Hierop werden Richardis en Karel door hem aangeklaagd wegens overspel. Karel beweerde ten slotte dat hun huwelijk niet geconsummeerd was en eiste een scheiding. Richardis beweerde nog altijd maagd te zijn en omdat te bewijzen onderging ze de Vuurproef die ze doorstond. Beschermd door haar familie trok ze zich vervolgens terug in de abdij die ze in 880 gesticht had. Ze overleed in Andlau en werd daar ook begraven.

## Legende
Na haar leven kwam er een legende in de wereld over haar leven. Ondanks dat ze een deugdzaam leven leidde bleef haar echtgenoot Richardis beschuldigen van overspel. Hij deed dit over een periode van tien jaar en om aan hem te bewijzen dat ze onschuldig was onderging ze de vuurproef. Ondanks dat ze barrevoets was en een jurk van was droeg bleef ze onaangeroerd door de vlammen. Ontmoedigd door de beschuldigingen van haar echtgenoot trok ze daarop de bossen in en werd daar door een engel bezocht die haar opdroeg op een zekere plek een abdij te stichten. Deze plek zou aangewezen worden door een beer en toen ze dit teken zag zou ze de abdij hebben gesticht.
Echter, de abdij was al zeven jaar voor haar scheiding met Karel de Dikke gesticht en het gebied waar ze de abdij had gesticht werd al langere tijd geassocieerd met een beer. Vanwege de legende van de beer hielden de nonnen van Andlau lange tijd een beer in de abdij.

## Verering
Richardis werd in 1049 door paus Leo IX gecanoniseerd als heilige en haar feestdag is op 18 september. Ze is de patroonheilige van Andlau en als beschermheilige tegen het vuur. In de iconografie wordt ze afgebeeld in haar keizerlijke gewaden of als non met de kroon naast haar.